# Berthold Maurenbrecher
Berthold Maurenbrecher (* 15. Juni 1868 in Dorpat; † 2. Dezember 1943 München) war ein deutscher Altphilologe.

## Leben
Maurenbrecher entstammt dem alten Düsseldorfer Postmeistergeschlecht der Maurenbrecher. Er war der älteste Sohn des Historikers Wilhelm Maurenbrecher. Seine Brüder sind der Theologe und Publizist Max Maurenbrecher und die Schauspieler Wilhelm Mauren und Otto Maurenbrecher.
Maurenbrecher ist heute eine wohl fast nur in althistorischen und altphilologischen Fachkreisen bekannte Person. An Bekanntheit steht er seinem Vater wesentlich nach. Bekannter ist auch sein Bruder Max Maurenbrecher, der Theologe und politischer Publizist war. Dass sein Bekanntheitsgrad heute außer in Fachkreisen nicht groß ist, sofern er es jemals war, sagt über Maurenbrechers wirkliche Bedeutung für die Entwicklung der von ihm vertretenen Wissenschaft allerdings nichts aus.
Maurenbrecher ging in Königsberg, Bonn und Leipzig zur Schule. Das Abitur bestand er 1887 an der Thomasschule zu Leipzig. Anschließend studierte er Geschichte und Altphilologie in Bonn und Leipzig. Im Jahre 1891 promovierte er an der Universität Leipzig und habilitierte 1894 an der Universität Halle. Der Klassisch-Philologische Verein Halle im Naumburger Kartellverband ernannte ihn zum Ehrenmitglied.
Ab 1906 war er Mitarbeiter des Thesaurus Linguae Latinae. 1913 wurde Maurenbrecher an der Ludwig-Maximilians-Universität München außerordentlicher Professor. Er veröffentlichte Arbeiten über Sallust (Historiarum reliquiae) und zur lateinischen Sprachgeschichte. Als langjähriges SPD-Mitglied und Befürworter der Weimarer Republik wurde er 1934 von den Nationalsozialisten seines Amtes enthoben.

## Schriften (Auswahl)
- Parerga zur lateinischen Sprachgeschichte und zum Thesaurus. Leipzig/Berlin 1916.
- Forschungen zur lateinischen Sprachgeschichte und Metrik. Leipzig 1899 (Nachdruck 1976).
- C. Sallustii Crispi Historiarum Libri reliquiae, 2 voll., c. comm. Leipzig 1891–1893 (Nachdruck 1967).
- Carminum Saliarium reliquae. Ed. B. Maurenbrecher, Leipzig 1894.
- mit Reinhold Wagner: Grundlagen der klassischen Philologie. Grundzüge der klassischen Philologie. Band 1. Band 2, Abteilung 1. Band 3, Abteilung 1 (keine weiteren Bände erschienen), Stuttgart 1908–1911.